# Arquata del Tronto
Arquata del Tronto je obec v provincii Ascoli Piceno, v italském regionu Marche. Nachází se asi 100 kilometrů od Ancony. Jde o jediné evropské sídlo, které zasahuje do dvou národních parků zároveň, Gran Sasso e Monti della Laga a Monti Sibillini.
Mezi nejvýznamnější památky obce patří hrad postavený ve 13. století, brána svaté Agáty a kostel ze 16. století.